# Wu Qi

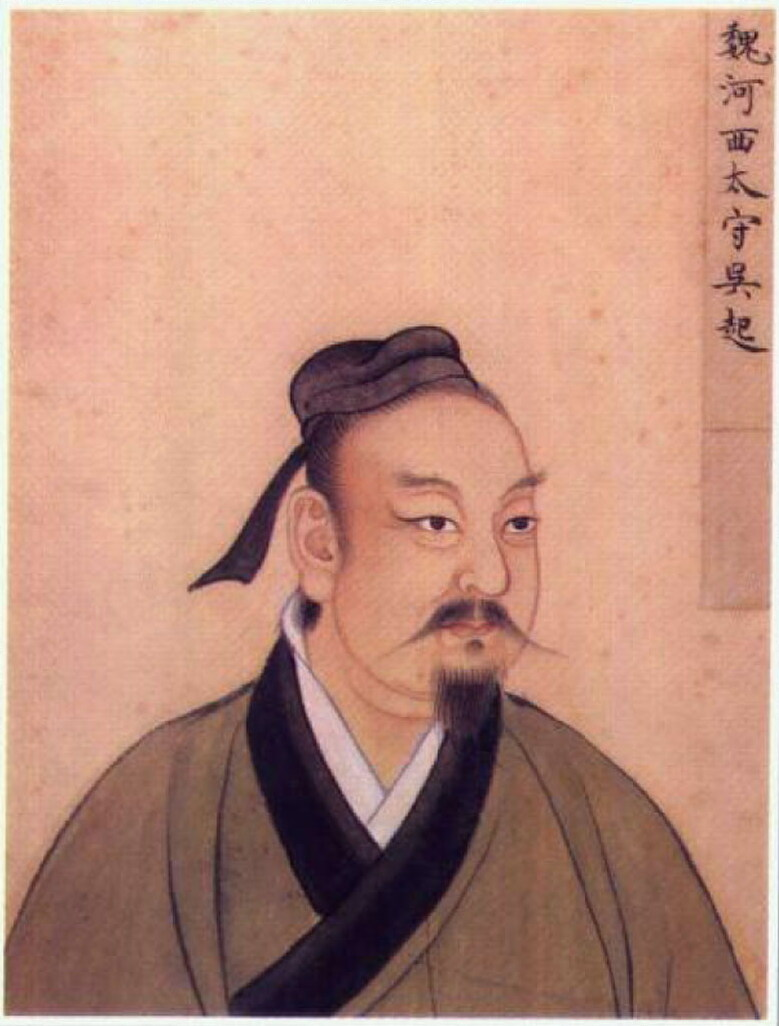
Voorstelling van Wu Qi

Wu Qi was eerste minister van de staat Chu in de 4e eeuw v.Chr. tijdens de Periode van de Strijdende Staten. Hij had zich eerst als strijdheer en ambtenaar onderscheiden in de staten Lu en Wei, maar werd gedwongen beide staten te verlaten nadat hij door de afgunstige plaatselijk adel werd vervolgd. In 382 v.Chr. werd hij door koning Dao van Chu als eerste minister aangesteld. Direct ging hij voortvarend te werk door nieuwe wetten te introduceren, goedbetaalde erefuncties af te schaffen, land van de adel te onteigenen en verre familieleden van het koningshuis privileges te ontnemen. De besparingen die dit opleverden werden gebruikt om de krijgsmacht te versterken. Toen koning Dao in 381 v.Chr. stierf zag de adel zijn kans schoon om Wu Qi te doden. Wu Qi probeerde zich nog te verschuilen achter het opgebaarde lichaam van de gestorven koning dat hierbij met pijlen werd geraakt. Dao's zoon koning Su liet de betrokken edelmannen daarop terechtstellen wegens de ontwijding van het lichaam van zijn vader. Hiermee werd een stevige slag toegebracht aan de conservatieve krachten in Chu.
- Gemeinsame Normdatei: 141118032
- International Standard Name Identifier: 0000 0000 7781 760X
- Library of Congress Control Number: n82125850
- Nationale Bibliotheek van Letland: 000055759
- Nationale Bibliotheek van Israël: 987007450621105171
- LIBRIS: 102690
- Système universitaire de documentation: 165866195
- Virtual International Authority File: 60435064
- WorldCat: E39PCjHyhbwTdD6Kv9p7TRHVyb